# Andrés Astruells Femenia
Andrés Astruells Femenia (Barcelona, 30 de novembre de 1946 – Barcelona, 9 de desembre de 2017) fou un periodista esportiu català.
Va començar a treballar en el periòdic Tele/eXpres i a partir de l'1 de febrer de 1972 s'incorporà a la redacció d'El Mundo Deportivo, on va treballar durant 36 anys, arribant a ser-ne cap de secció (1975-76) i redactor en cap (1976-2008). També fou col·laborador de la revista Don Balón i fou tertulià habitual del programa El larguero de la Cadena SER, entre d'altres. Fou considerat un referent en les informacions del FC Barcelona i de l'Espanyol, però també destacà en la secció poliesportiva, especialment en la cobertura dels Jocs Olímpics de Barcelona.
Després d'una llarga malaltia, morí a Barcelona el 9 de desembre de 2017.